# 棍毛金锦香
棍毛金锦香（学名：Osbeckia rhopalotricha）是野牡丹科金锦香属的植物，为中国的特有植物。分布于中国大陆的云南等地，生长于海拔1,350米的地区，见于山坡疏林缘，目前尚未由人工引种栽培。